# Шумська сільська рада
Шумська сільська рада — колишня адміністративно-територіальна одиниця та орган місцевого самоврядування у Троянівському районі Волинської округи, Київської та Житомирської областей Української РСР з адміністративним центром у селі Шумськ.

## Населені пункти
Сільській раді на час ліквідації були підпорядковані населені пункти:
- с. Шумськ.

## Населення
Кількість населення ради станом на 1923 рік становила 2 868 осіб, кількість дворів — 501.

## Історія та адміністративний устрій
Створена 1923 року в складі сіл Малий Шумськ, Шумськ та хуторів Грузька, Коротинка і Миколаївка Троянівської волості Житомирського повіту Волинської губернії. 7 березня 1923 року включена до складу новоутвореного Троянівського району Житомирської (згодом — Волинська) округи. Станом на 10 жовтня 1925 року в підпорядкуванні значився х. Глинне, на 1 лютого 1928 року — х. Стеценків. На 1 жовтня 1941 року с. Малий Шумськ та хутори Глинне, Грузька, Миколаївка і Стеценків не перебували на обліку населених пунктів.
Станом на 1 вересня 1946 року сільська рада входила до складу Троянівського району Житомирської області, на обліку в раді перебувало с. Шумськ, х. Коротинка не перебував на обліку населених пунктів.
Ліквідована 20 серпня 1952 року, відповідно до указу Президії Верховної ради Української РСР «Про ліквідацію Шумської с-р Троянівського р-н Житомирській області», територію ради передано у земельний фонд спецпризначення.